# ریمای ما
رمینیس مکی (به انگلیسی: Reminisce Mackie) (زاده ۳۰ می ۱۹۸۰) با نام هنری ریمای ما (به انگلیسی: Remy Ma) بازیگر، شاعر و خواننده سپک هیپ‌هاپ آمریکایی است. یکی از آلبوم‌های ریمای که در سال ۲۰۱۶ منتشر شد در رتبهٔ ۳۳ جدول بیلبورد ۲۰۰ قرار گرفت و ریمای یکی از پنج زن خواننده هیپ‌هاپ است که آلبوم وی در رتبهٔ اول جدول ۱۰۰ آهنگ داغ بیلبورد قرارگرفته است. همچنین ریمای در دوران فعالیت حرفه‌ای خود موفق به کسب جوایز متعددی در زمینه موسیقی شده‌است. او به عنوان بازیگر واقع‌نما در سریال عشق و هیپ‌هاپ:نیویورک به ایفای نقش پرداخته‌است.